# Sweetest Sin
Singles de Jessica Simpson
When You Told Me You Loved Me
(2002) With You
(2003)
Sweetest Sin est le premier single de la chanteuse américaine Jessica Simpson, extrait du troisième album de In This Skin, sorti le 22 juillet 2003. La chanson est écrite par Diane Warren et composée par Ric Wake.

## Développement
À la suite de son 2d opus Irresistible, sorti en 2001 et de son mariage avec Nick Lachey en 2002, il a été confirmé que Nick et Jessica avaient créé leur propre émission de télé-réalité intitulé Newlyweds: Nick and Jessica diffusée sur MTV. Au départ, l'émission était dédiée pour Michael Jackson et Lisa Marie Presley mais le couple a décidé de ne pas le faire. Le projet était mis en attente jusqu'en 2002, où son père, Joe Simpson, a pris contact avec MTV afin qu'ils fassent l'émission avec sa fille et son nouveau mari. L'émission devient vite très connue, obtenant ainsi le statut de phénomène culturel, mettant alors Jessica Simpson et son mari Nick Lachey, sur un piédestal.
Le 19 août 2003, elle sort son troisième album intitulé In This Skin afin de coïncider avec la première diffusion de son émission de télé Newlyweds.

## Informations
Sweetest Sin, la piste qui office de 1er single et qui ouvre l'album, est écrite par Diane Warren et composée par Rick Wake. La chanson parle de Jessica ayant perdu sa virginité avec Nick. Le processus de l'enregistrement du single a été filmé pour leur émission. Au départ, Jessica avait enregistré Sweetest Sin confidentiellement sous une forme légèrement remixée et a déclaré qu'elle était contente du résultat. Cependant, ses supérieurs chez Columbia Records lui ont dit qu'elle avait fait de la chanson une « chanson trop difficile » et ils ont estimé que des auditeurs potentiels seraient aliénés en la chantant.

## Clip vidéo
Le vidéoclip qui accompagne la chanson, est réalisé par Dean Paraskavopoulos. Il y démontre Jessica et Nick en train de batifoler sur une plage.

## Performance commerciale
Le single se classe à la 37e place du Billboard.

## Liste et formats
- CD single[15]

1. "Sweetest Sin" (Single Version) - 3:04
2. "In This Skin" - 4:19

- DVD single[16]

1. "With You" (Music Video) - 3:12
2. "Sweetest Sin" (Music Video) - 3:02

- Junior Vasquez Remixes[17]

1. "Sweetest Sin" (Junior's Original Sin) - 9:39
2. "Sweetest Sin" (Junior's Tribapella) - 8:56
3. "Sweetest Sin" (Junior's World Mixshow Version) - 6:33

## Classement hebdomadaire
| Chart (2003)                      | Peak position |
| --------------------------------- | ------------- |
| US Bubbling Under Hot 100 Singles | 24            |
| US Mainstream Top 40              | 37            |
| Ukraine                           | 2             |